# Beggen
Beggen is een stadsdeel van Luxemburg in het noorden van Luxemburg. Het stadsdeel telt ongeveer 2300 inwoners. Het is de thuisbasis van FC Avenir Beggen.
Beggen behoorde tot de gemeente Eich, tot het in 1920 werd ingelijfd door de stad Luxemburg.

## Geboren
- Jang Thill (1913-1984), kunstschilder en glazenier

Beggen · Belair · Bonnevoie-Nord-Verlorenkost · Bonnevoie-Sud · Cents · Cessange · Clausen · Dommeldange · Eich · Gare · Gasperich · Grund · Hamm · Hollerich · Kirchberg · Limpertsberg · Merl · Muhlenbach · Neudorf-Weimershof · Pfaffenthal · Pulvermühl · Rollingergrund-Belair Nord · Ville-Haute (Bovenstad, centrum) · Weimerskirch